# Ban Hyo-jin
Ban Hyo-jin (n. 20 septembrie 2007, Daegu, Coreea de Sud) este o trăgătoare de tir ce a reprezentat Coreea de Sud, medaliată olimpică. A participat la o ediție a Jocurilor Olimpice (2024) în care a câștigat o medalie de aur.